# 加州王蛇
加州王蛇（學名：Lampropeltis californiae）是王蛇屬一種無毒的蛇，分布於美國西部與墨西哥北部，過去曾被視為王蛇的一個亞種，在自然界廣泛分布於各種棲地。加州王蛇是一種常見的寵物蛇，以身上明顯的條帶聞名。加州王蛇無毒，但對一般毒蛇的毒是免疫的，因此能以毒蛇為食。此外也以蜥蜴、鳥類與小型哺乳類為食。